# Bartholdus Bartholdi
Bartholdus Bartholdi, född omkring 1475, var kyrkoherde i Norra Vi församling och Torpa i Östergötland.
I oktober 1553 utfärdar han följande prästbevis: ”Jak Bartolius, kirkioprest till Torpa, bekiennes mz thenna minhandz scripptth, atth tesse mina sogna diägna Jören Pederson och Jören Rasmussom haffva varetth her hos migh som ärligha och godha men ij alla godha omgengelse, thesliges mz mijnne soukna bönder, så ingen skyller them her annath än gotth, så migh Gudh hielpe, atth santhe er, kr…o…. inepto pro sigillo ex Torpa anno 53. Octobris.” Detta intyg är det äldsta prästbetyget som finns bevarat. Bartholdus hade åtminstone ett barn, befälhavaren Kristoffer Bertilsson Hård i Kristdala.